# Oswego (rivière)
La rivière  Oswego (Oswego River) est une rivière dans le nord de l'État de New York aux États-Unis. C'est la seconde plus grande rivière (après la  Niagara) qui se jette dans le Lac Ontario. Le roman de James Fenimore Cooper Le Lac Ontario (the pathfinder)  se déroule dans la vallée de l'Oswego.

## Description
« L'Oswego est formé par la jonction de l'Oneida et de l'Onondaga, qui tous deux sortent des lacs ; il poursuit sa course à travers un pays légèrement sillonné de vallons et de hauteurs pendant huit à dix milles, et arrive enfin sur le bord d'une sorte de terrasse naturelle, d'où il fait une chute de dix à quinze pieds en tombant sur un autre niveau, où il glisse ou coule avec le silence furtif d'une eau profonde jusqu'à ce qu'il verse son tribut dans l'immense réservoir de l'Ontario. »

— James Fenimore Cooper, Le Lac Ontario, traduction Defauconpret, chapitre 3
L'Oswego River débute à la confluence de l'Oneida River (s'écoulant depuis le lac Oneida) et la Seneca (s'écoulant depuis le lac Cayuga et le marais Montezuma). La rivière a un bassin d'une superficie de 13,265 km2, aussi grand que les États de Rhode Island ou du Delaware. À son embouchure au lac Ontario, la rivière divise la ville d'Oswego, elle a traversé la ville de Fulton quelques kilomètres plus en amont.
La rivière est célèbre pour sa remontée de truites arc-en-ciel au début du printemps et celle de saumons au début de l'automne.
La rivière est néanmoins listée pour la pollution dans les Great Lakes Areas of Concern dans l'Accord sur la qualité des eaux du Grand lac entre le Canada et les États-Unis.

## Le canal Oswego
Canalisé sur une partie de sa longueur sous le nom de canal Oswego (Oswego Canal), l'Oswego est aussi partie intégrante du New York State Canal System, fournissant une route entre le Canal Érié au lac Ontario. Cette section du canal fut achevée en 1827, deux ans après l'achèvement du canal Érié. En 1917, dans une amélioration générale du système des canaux, le canal Oswego fut approfondi et rééquipé. Le canal à une profondeur actuelle de 4 m et une hauteur libre de 6 m.

## Source
- (en) Cet article est partiellement ou en totalité issu de l’article de Wikipédia en anglais intitulé « Oswego River (New York) » (voir la liste des auteurs).